# 聖地牙哥德瓦里
聖地牙哥德瓦里是玻利維亞的城鎮，位於該國西南部，由奧魯羅省負責管轄，距離首府奧魯羅139公里，海拔高度3,742米，每年平均降雨量約300毫米，2010年人口3,695。
19°00′48″S 66°46′37″W / 19.0133°S 66.7769°W